# درون‌سنگ‌زی

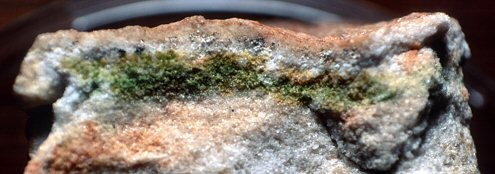
شکل حیات درون‌سنگ‌زی در درون یک سنگ که جنوبگان شده‌است

درون‌سنگ‌زی (به انگلیسی: Endolith, Endolithic) جانداری است (آرکی‌ها، باکتری، قارچ، گلسنگ، جلبک یا آمیب) که توانایی آن را دارد که منابع لازم برای رشد در بخش درونی سنگ، مواد معدنی، مرجان، پوسته جانوران یا در منافذ بین دانه‌های معدنی یک سنگ در بسیاری از آنها شدیددوست را به دست آورد و در مکان‌هایی زندگی می‌کنند که مدت‌ها تصور می‌شد برای زندگی غیرقابل مهمان‌نوازی بود. پراکندگی، زیست‌توده و تنوع میکروارگانیسم‌های درون‌سنگی با ویژگی‌های فیزیکی و شیمیایی بستر سنگ، از جمله ترکیب معدنی، نفوذپذیری، وجود ترکیب‌های آلی، ساختار و پخش‌شدگی منافذ، ظرفیت نگهداری آب و پی‌اچ تعیین می‌شود. به‌طور معمول، درون‌سنگ‌‌زی‌ها در مناطق درونی لایه‌های سنگی تشکیل کلنی می‌دهند تا در برابر تابش شدید خورشید، نوسان دما، باد و خشک شدن مقاومت کنند. آنها مورد توجه اخترزیست‌شناسان هستند، که این نظریه را مطرح می‌کنند که محیط‌های درون‌سنگی در مریخ و دیگر سیاره‌ها پناهگاه بالقوه‌ای برای جوامع میکروبی فرازمینی هستند.